# Acid (группа, Бельгия)
Acid – бельгийская спид/трэш-метал-группа, основанная в 1980 году.

## История
Музыкальный коллектив Acid был образован в 1980 году после распада группы Previous Page бывшими её участниками вокалисткой Кейт де Ломберт, басистом Питером Декоком и гитаристом Дональдом Деверсом. Вскоре к ним присоединились второй гитарист Дирк Сименс и барабанщик Гирт Рикье. В музыкальном плане группа пошла в направлении спид/трэш-метала с женским вокалом. После выпуска дебютного музыкального материала в виде демозаписи 1981 года в этом же году выходит семидюймовый двухпесенный сингл Hooked on Metal на лейбле Roadrunner Records. В 1983 году на лейбле Giant Records выходит дебютный полнформатный альбом Acid. Альбом заставил заговорить о группе как о сенсации и феномене бельгийской тяжёлой сцены.Благодаря этому Acid становятся своеобразными звёздами тяжёлой сцены Бельгии. 
В 1983 году следует второй альбом под названием Maniac, который был записан на собственные средства участников группы. Немногим позже альбом был переиздан лейблом Megathon Records в Великобритании. В 1984 году следует EP Black Car, включивший в себя несколько композиций, не вошедших в предыдущий альбом. В 1985 году выходит Engine Beast, но и он не вывел известность группы за пределы страны. С тех пор группа ничего не выпускала. Но в 2000 году лейблом Maximum Metal Records были переизданы ранние альбомы группы.

## Концерты и музыка
Музыка коллектива развивалась в направлении агрессивного спид/трэш-метала, отличительной чертой которого являлся женский вокал Кейт де Ломберт. На концертах же группа отличалась театрализованностью действия, в котором Кейт была облачена в чёрную кожу, имея изобразительную связь с проявлениями садомазохизма.

## Состав

### Последний состав
- Кейт де Ломберт (Kate De Lombaert) – вокал
- Дональд Деверс (Donald "Demon" Devers) – гитара
- Дирк Сименс (Dirk "Dizzy Lizzy" Simoens) – гитара
- Питер Декок (Peter "T-Bone" Decock) – бас
- Гирт Рикье (Geert "Anvill" Rciquiert) – ударные

## Дискография
- 1981 – Demo (демо)
- 1981 – Hooked on Metal (сингл)
- 1982 – Demo 82 (демо)
- 1982 – Rehearsal '82 (репетиционное демо)
- 1983 – Acid
- 1983 – Metal Prisoners (сплит с Chinawite, Seducer, Factory и Ace Lane)
- 1983 – Lucifera (сингл)
- 1983 – Maniac
- 1984 – Black Car (EP)
- 1985 – Engine Beast